# Violent Is the Word for Curly
Violent Is the Word for Curly (br.: Palavreado desenfreado) é um filme estadunidense curta metragem de 1938 do gênero comédia, dirigido por Charley Chase. Foi o 32º de um total de 190 da série com os Três Patetas, produzida pela Columbia Pictures entre 1934 e 1959.

## Enredo
A senhora Catsby (Gladys Gale) é a principal benfeitora da Faculdade Mildew, uma escola feminina na qual estuda sua filha. Apesar do pedido da moça para investir em atletismo, a rica senhora preferiu contratar três professores estrangeiros que estão para chegar. 
Enquanto isso, os Três Patetas começam a trabalhar num posto de gasolina cujo lema é "super-serviço". Quando os três professores chegam em seu carro, os Patetas iniciam as tradicionais trapalhadas que culminam com Curly enchendo o radiador de gasolina e Moe vendo se o mesmo estava cheio com um fósforo, que cai dentro da peça e explode o carro. Depois disso, os três fogem em um caminhão de sorvete, que por acaso estava com as malas dos professores. Três horas depois, o caminhão para por falta de gasolina e Moe e Larry percebem que Curly ficou congelado no compartimento dos sorvetes. Eles acendem uma fogueira para descongelar o colega e os três acabam caindo dentro de um lago, ficando encharcados. Eles vestem as becas que estavam nas malas e vão pedir carona, quando o pessoal da faculdade chega e confunde o trio com os professores.
Ao serem apresentados aos alunos, os Patetas desviam-se das perguntas cantando o número musical chamado "Swinging the Alphabet" ("Cantando o Alfabeto"). Logo, os três verdadeiros professores chegam e enquanto os Patetas tentam se explicar, eles preparam um explosivo e o colocam numa bola de basquetebol.
As meninas pedem mais uma vez por mais esportes na faculdade e os Patetas começam a ensinar à senhora Catbsy o basquetebol, mas na verdade jogam futebol americano, derrubando a mulher que segurava a bola. Quando ela pede para pararem, Curly joga a bola com explosivo sobre a cerca, onde estavam escondidos os professores que esperavam pela explosão. 
Com o impacto, os três são arremessados ao ar e caem todos sujos de pólvora aos pés dos Patetas que imediatamente começam com o seu "super-serviço" e tentam limpá-los, para sua irritação.

## Acidente com Curly
Durante a cena do descongelamento, Curly ficou amarrado numa estaca sobre uma fogueira. O futuro diretor Edward Bernds estava presente durante as filmagens e avisou que o peso de Curly estava criando um problema. "Curly era tão pesado que Moe e Larry não conseguiam girar a estaca" disse Bernds. "As tiras que o seguravam começaram a escorregar e ele ficou bem perto do fogo. Antes que conseguissem retirá-lo, ficou chamuscado."